# Pholcomma antipodianum
Pholcomma antipodianum är en spindelart som först beskrevs av Forster 1955.  Pholcomma antipodianum ingår i släktet Pholcomma och familjen klotspindlar. Inga underarter finns listade i Catalogue of Life.